# 一夜夫妻要結婚
《一夜夫妻要結婚》是日本富士電視台2001年7月2日至9月10日每週一月九時段播出的電視連續劇。

## 登場人物
- 平尾隆之介：竹野內豐（香港配音：陳欣）
- 小谷：廣末涼子（香港配音：林元春）
- 小谷亞紀：石田百合子（香港配音：陸惠玲）
- 川口英太郎：阿部寬（香港配音：潘文柏）
- 有森美里：片瀨那奈（香港配音：陳凱婷）
- 新庄巧：妻夫木聰（香港配音：梁偉德）
- 田中和正：酒井敏也
- 田中昌子：今井陽子
- 小谷淑子：高林由紀子
- 綾小路麗奈：井上佳子
- 白井：近藤芳正
- 山下：おかやまはじめ
- 小松原修造：澤村一樹
- 平尾公子：木の実ナナ
- 小谷一徹：千葉真一

## 關連項目
- 富士電視台週一晚間九點連續劇（月9）